# Jarbek
Die Jarbek ist ein etwa ein Kilometer langer Bach im schleswig-holsteinischen Kreis Plön. Er ist einziger Abfluss des Dobersdorfer Sees und mündet in den Passader See, dessen Wasser über die Hagener Au in die Ostsee abfließt.

## Kurioses
Bedingt durch die hügeligen Höhenzüge, welche als  Endmoränen in der letzten Eiszeit entstanden sind, ist das Einzugsgebiet des Dobersdorfer Sees eng begrenzt. So kommt es thermikbedingt nördlich oder südlich des Einzugsgebietes des Sees gelegentlich zu lokalen Starkregenereignissen. Wenn solch ein Ereignis im Bereich Selenter See, Salzau oder Passader See auftritt, kommt es etwa alle 2 – 3 Jahre zu einem interessanten Phänomen. Dadurch, dass der Passader See über ein Wehr, welches unter anderem dem Hochwasserschutz der Anlieger der Hagener Au dient, gestaut ist und der Niveauunterschied zwischen Dobersdorfer See und Passader See nur einige Zentimeter beträgt, kommt es zu einer Umkehr der Fließrichtung und der Dobersdorfer See wird im Flusssystem Hagener Au quasi als Hochwasserschutzreservoir genutzt.